# Rågö, Lokalax
Rågö (finska: Ruissaari) är en by i Lokalax i Nystad i det finländska landskapet Egentliga Finland. Rågö är känd för den forntida labyrinten som är belägen i byn. Rågös labyrint ligger i Kolkanniemi, söder om sjön Tirkkalanjärvi. Den består av sju koncentriska ringar och mäter cirka 9 x 9 meter. Labyrinten är ett fornlämningsskyddat objekt enligt lag.